# Околюш
Околюш (пол. Okolusz) — село в Польщі, у гміні Гомбін Плоцького повіту Мазовецького воєводства.
Населення — 66 осіб (2011).
У 1975-1998 роках село належало до Плоцького воєводства.

## Демографія
Демографічна структура станом на 31 березня 2011 року:
|          | Загалом | Допрацездатний вік | Працездатний вік | Постпрацездатний вік |
| -------- | ------- | ------------------ | ---------------- | -------------------- |
| Чоловіки | 32      | 6                  | 24               | 2                    |
| Жінки    | 34      | 4                  | 19               | 11                   |
| Разом    | 66      | 10                 | 43               | 13                   |